# Xenogears
Xenogears (ゼノギアス Zenogiasu?) es un videojuego de ciencia ficción de rol desarrollado y publicado por Square (ahora Square Enix) para la PlayStation de Sony. Fue lanzado el 11 de febrero de 1998 en Japón y el 20 de octubre de 1998 en EE. UU. El juego nunca fue lanzado en territorios PAL. Fue reeditado por SQUARE ENIX como un título Greatest Hits en 2003, y en la PlayStation Network el 25 de junio de 2008 en Japón y el 22 de febrero de 2011 en EE. UU.
Xenogears recae en el protagonismo de Fei Fong Wong y varios otros en su viaje para descubrir la verdad detrás de misteriosas entidades, cabalísticos que operan en su mundo. Los principios y la filosofía de Friedrich Nietzsche, Sigmund Freud, Carl Jung y Jacques Lacan influyen en la trama, el diseño de personajes, y en el mundo de Xenogears. Además, los símbolos, conceptos teológicos y prácticas de devoción de varias religiones del mundo están representados en forma ficticia en el juego. Los principales temas son la naturaleza psicológica de la identidad y la memoria humana. La relación entre la humanidad y las máquinas es fundamental para la trama del juego, como lo indica la presencia de robots gigantes llamados "Gears", que casi cada personaje jugable puede controlar.
En general, Xenogears fue bien recibida por los críticos, con una calificación de 91% en Game Rankings y una puntuación de 83 sobre 100 en Metacritic. Fue votado el 16 de los mejores videojuegos de todos los tiempos por los lectores de Famitsu en el 2006. En 2017, Famitsu hizo una encuesta acerca de cuales eran los mejores videojuegos RPG de la historia según su público, y Xenogears fue votado el número 13. Xenogears ha vendido 1.190.000 copias en todo el mundo al 31 de marzo de 2003.
Gracias a diferentes equipos de fanes Xenogears se vio traducido al español después de varios años con más fidelidad a la versión japonesa, por supuesto, al ser solo por y para fanes, este no vio su salida en las tiendas.
A través de la página web de los últimos autores se pueden descargar los parches para modificar los backups de los juegos originales y traducir incluso las cinemáticas de este.

## Jugabilidad
Xenogears combina el clásico sistema de batalla conocido como Batalla de Tiempo Activo (BTA) característico de los juegos de Squaresoft con un estilo de combate similar a un juego de artes marciales. El juego incorpora dos tipos de batallas: en el primero el jugador controla a los personajes en un combate por turnos en el que se deben presionar los botones con distintas tipos de secuencias, para el desarrollo estratégico del combate mediante combos y combinaciones. En el segundo estilo de combate, los personajes estarán montados en "gears", unos mecha gigantes, el estilo es muy similar al anterior pero el enemigo debe ser derrotado antes de que los gears se queden sin combustible, por lo que el combate tiene además un enfoque desarrollado en la estrategia basada en consideración de la reserva de combustible. La magia característica de los JRPG, está presente en el juego pero es llamada "Ether", el cual los personajes y sus respectivos gears podrán aprender distintas habilidades al subir de nivel. Una vez que usamos una habilidad de Ether se consume PE (puntos de Ether), pero estos puntos pueden ser restaurados utilizando objetos de recuperación al igual que los PV (puntos vitales). Los gears, en cambio, no pueden ser curados en combates por lo que se deben llevar a mecánicos para restaurarle la vida y combustible.
El jugador se desplaza a través de escenarios completamente tridimensionales permitiendo rotar la cámara 45° por otro lado el personaje se encuentra representado en dos dimensiones, estos podrán agruparse en tríos del cual en algunas ocasiones decidiremos que personaje podrá formar parte. El juego presenta el mapa de mundo, el cual habrá batallas aleatorias, como en el resto del juego, allí podemos elegir entre caminar con nuestros personajes o con sus respectivos gears (esto también se da en algunos otros sitios). Al juego se la de un toque de juego de plataforma al introducir los saltos, los cuales nos serán muy necesarios en algunas partes del juego. El usuario podrá controlar a un total de 9 personajes adicionando un personaje de apoyo el cual no podemos controlar. Como es habitual en cualquier RPG, los personajes podrán ser equipados a gusto del jugador con el objetivo de mejorar sus estadísticas. Distintas armas, armaduras, cascos y accesorios iremos encontrando en mazmorras aunque podremos comprar unas en distintas tiendas alrededor del mundo.

## Argumento

### Escenario
Xenogears inicialmente en su concepción toma lugar en Ignas, el continente más grande del mundo de Xenogears y el sitio de una guerra de cientos de años entre las naciones de Aveh y Kislev.
Una organización similar a una iglesia conocida como Ethos ha excavado a los "Gears" (Robots gigantes) evidentemente para la preservación de la cultura del mundo. A pesar de que Kislev originalmente era el reino dominante en la guerra, un misterioso ejército conocido como Gebler aparece en la historia y empieza a ayudar al reino de Aveh. Con la ayuda de Gebler, el ejército de Aveh no solo se recupera de sus pérdidas, sino que también empieza a adentrarse en el territorio de Kislev.
A medida que la historia se va desenvolviendo, el entorno de la guerra se amplia a todo el mundo y los dos países flotantes de Shevat y Solaris.
Solaris, reinado por el Emperador Cain y un colectivo de inteligencias artificiales conocido como el ministerio Gazel, ambos comandan el ejército de Gebler y a Ethos usándolos en secreto para dominar a los habitantes sin embargo a pesar del plan de Solaris, Shevat ha sido el único país en poder evadir el control de Solaris.
Mucha de la historia de Xenogears y su trasfondo es detallado en el su libro, el cual esta únicamente disponible en japonés con el nombre de "Xenogears Perfect Works" este libro, producido por el difunto DigiCube detalla la historia del mundo de Xenogears desde el descubrimiento de Zohar hasta el principio del Videojuego, de acuerdo con la semántica del libro (además del final del juego), Xenogears es el quinto episodio de una serie de seis de diferentes eventos sucedidos en múltiples milenios.

### Personajes
Xenogears cuenta con un total de nueve personajes jugables abarcando diferentes áreas del mundo, El juego tiene comienzo con Ignas, un continente con dos nacioness, Aveh y Kislev. Fei y Citan aparecen en un principio de esta primera parte del mundo, aunque después se sabe que originariamente son de las ciudades capitales de Aphel Aura y Etrenank de los países flotantes de Shevat y Solaris respectivamente.
Fei es el protagonista de esta historia, el cual en un principio pierde las memorias de su pasado. Citan es un hombre quien lleva consigo un vasto conocimiento del mundo y su tecnología, el cual a menudo ayuda en las misiones.
Bart, un pirata del desierto del cual su origen se remonta a Ignas es el heredero al trono de Aveh.
Rico es un demi-humano con increíble fuerza, el cual vive en Kislev como prisionero, viviendo sus días como piloto de peleas en los Gears como campeón.
En el caso de Solaris la cual es una ciudad avanzada tecnológicamente es casa de varios personajes en el juego, entre los cuales podemos encontrar a:
Billy, un piadoso trabajador del grupo religioso de Ethos, el cual es originario de Solaris
Elly, una bella oficial Gebler de solaris, la cual está destinada a estar cerca de Fei para luego enamorarse de él al final del Videojuego.
Maria y Chu-Chu son personajes que ambos vienen de Shevat, la ciudad flotante que ha podido resistir la dominación de Solaris.
Emeralda es una humanoide la cual fue construida por una vieja civilización de una colonomia de Nanomáquinas y fue rescatada de las ruinas de Zeboim.
Personajes importantes de la historia que no son jugables incluyen a Krelian y Miang, ambos líderes de Solaris, quienes buscan revivir a Deus, una arma mecánica que habría caído al planeta tierra hace miles de años, ambos sirven como antagonistas de la historia.
Grahf, un misterioso hombre de poder inmenso el cual sirve como antagonista mayor; Grahf sigue a Fei y su grupo con el cual constantemente pelea, a pesar de que sus metas se mantienen en misterio hasta mucho después, en el juego, se descubre que es Lacan.
Xenogears posee unos de los argumentos más cuidados, maduros y complejos jamás escritos para un videojuego. En varios momentos del juego, el jugador tendrá que centrarse leyendo conversaciones espesas, las cuales requerirán su atención para poder descifrar la historia; además de comprender y conocer mejor a los personajes, cuyas tramas se desplegarán de forma profunda y variada, pudiéndose comparar con el desarrollo de personajes de grandes obras literarias. Su narrativa es, por lo general, lenta, pero repleta de giros argumentales y sorpresas expuestas mediante la concatenación de detalles que harán guiños a lo largo de la trama, aclarándose poco a poco generando expectación en el jugador.
La filosofía y la religión son parte fundamental del argumento, situándose en un mundo oscuro con tendencia distópica repleto de mentiras eclesiásticas, conflictos bélicos, conspiraciones y de manipulación mundial, donde las clases sociales, las instituciones y la religión juegan un papel significativo y notorio en el devenir de la humanidad. Xenogears narra una historia muy basta de aproximadamente 10 000 años de extensión, contando y ramificando todos los aconteceres relevantes que han transcurrido durante este tiempo con gran detalle, de ahí su complejidad.

## Música
La música de Xenogears fue compuesta y producida por Yasunori Mitsuda, quien ya había trabajado junto con Nobuo Uematsu y Noriko Matsueda en la banda sonora de Chrono Trigger. 

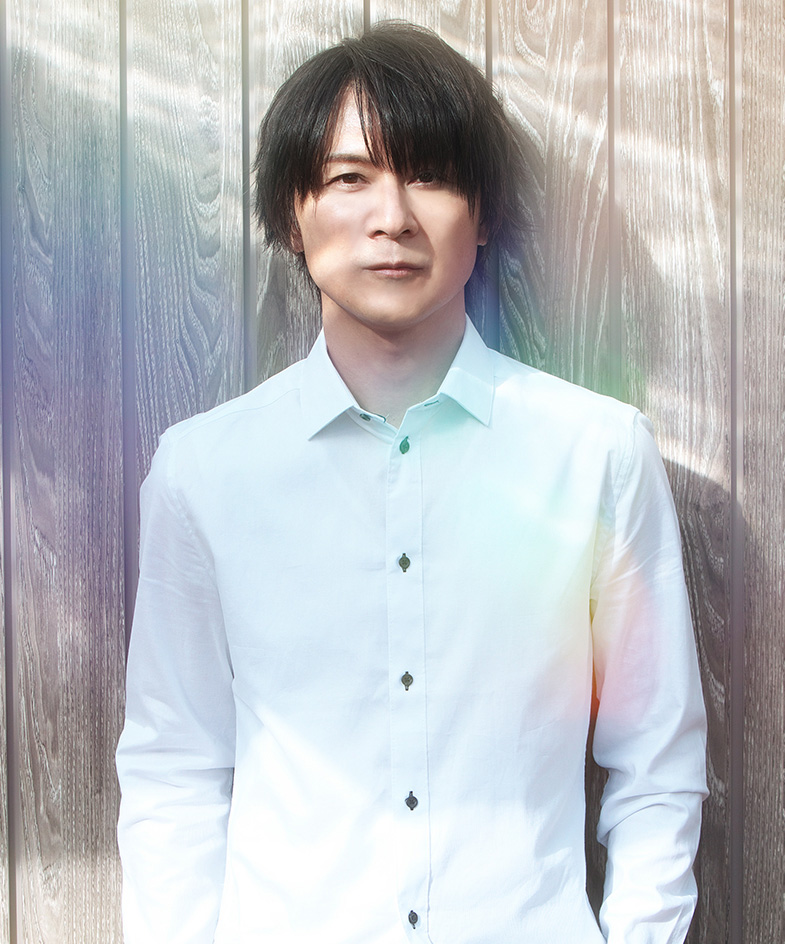
Yasunori Mitsuda. Compositor y productor de la banda sonora de Xenogears.

## Personajes
| Personaje                             | Información | Gear       |
| ------------------------------------- | --- | ---------- |
| Fei Fong Wong                         | El personaje protagonista. Un joven y talentoso pintor y artista marcial que lleva viviendo en el pequeño pueblo de Lahan desde hace tres años, no recordando nada más allá de ese periodo. Tranquilo y amistoso, disfruta de su apacible día a día en el pueblo sin preocuparse de su misterioso pasado, pero una serie de trágicas circunstancias le llevará a verse obligado a desentrañarlo.                                                                           | Weltall    |
| Elhaym "Elly" Van Houten              | Teniente de las fuerzas armadas del sagrado imperio de Solaris, más conocidas como Geburah. Es una mujer algo insegura que, a diferencia de prácticamente el resto de habitantes de Solaris, no muestra una actitud racista hacia los habitantes de la superficie. Parece poseer algún tipo de vínculo con Fei a pesar de sus orígenes aparentemente distintos. | Vierge     |
| Dr. Shitan Izuki / Hyuga Rikudo "Doc" | Es el médico de la aldea de Lahan, amigo cercano de Fei y artista marcial al igual que él. Vive en una casa de las montañas de Lahan junto a su esposa y su hija. Inteligente, culto y sereno, poco a poco se revelará que sabe mucho más sobre el mundo y sobre el propio Fei de lo que en un principio aparenta. | Heimdal    |
| Bartholomew "Bart" Fatima             | El último miembro de la dinastía Fátima, que hasta hace pocos años gobernaba el reino de Av. Es impulsivo y temerario, pero de buen corazón. Forzado a vivir como un pirata del desierto junto a sus vasallos, conoce a Fei cuando le intenta arrebatar el Weltall confundiéndolo con un soldado enemigo, pero una vez solucionado el malentendido no tarda en entablar amistad con él.                                                                                    | Brigandier |
| Richardo "Rico" Banderas              | Campeón del torneo de lucha en la prisión de Kislev. Al ganador de este recibe varios beneficios, y la posibilidad de poder quedar en libertad, pero Rico aun siendo campeón por tres años seguidos, sigue como prisionero bajo elección propia. Cuando Rico era un niño su madre murió, y paso toda su vida solo, pero al ser un semi-humano, este sufrió de burlas. | Stier      |
| Billy Lee Black                       | Etone de la Iglesia. Cuando su padre lo abandonó, y su madre murió, Billy encontró un refugio en la iglesia, y de la mano del padre Stone, este desarrollo una gran devoción hacia Dios. Además, Billy fundó un orfanato. Su padre le enseñó a manejar armas, por lo cual, es un formidable pistolero. | Renmazuo   |
| Maria Balthasar                       | Ella es la guardiana de Shevat, usando su gear Seibzehn. Es hija de Nikolai, quien es un genio mecánico de los gears y que además construyó a Seibzehn. Esta es la razón por la cual María atesora con tanto cariño a Siebzehn, ya que su padre fue secuestrado por Karellen, y el gear es lo único que le queda de recuerdo de él. Además es nieta de Balthasar, uno de los tres sabios de Shevat, y fue este el que le enseñó a pilotear a Seibzehn y la llevó a Shevat. | Seibzehn   |
| Esmeralda                             | Viene del punto más alto de una civilización de hace 4000 años. Fue construida por el doctor Kim, en la capital Zeboim. Ella es una forma de vida artificial compuesta por nanomaquinas y puede tomar cualquier forma que pueda desear, además de haber sida equipada con el equivalente mecánico de celdas de memoria, con las cuales puede pensar y tener memoria. | Crescens   |
| Chuchu                                | Una chica de la tribu Ooki, una de las especias primitivas del mundo de Xenogears. Está enamorada de Fei, y hace cualquier cosa por ayudarlo. Posee una transformación, la cual le permite incrementar su tamaño, hasta tal grado, que su poder es equiparable con el de un gear. | No posee   |